# Pribelja (Šipovo)
Pour les articles homonymes, voir Pribelja.
Pribelja (en serbe cyrillique : Прибеља) est un village de Bosnie-Herzégovine. Il est situé dans la municipalité de Šipovo et dans la république serbe de Bosnie. Selon les premiers résultats du recensement bosnien de 2013, il ne compte aucun habitant.
Avant la guerre de Bosnie-Herzégovine, le village faisait entièrement partie de la municipalité de Glamoč ; après la guerre, son territoire a été partiellement intégré à la municipalité de Šipovo, rattachée à la république serbe de Bosnie.

## Démographie

### Évolution historique de la population dans la localité
| 1948 | 1953 | 1961 | 1971 | 1981 | 1991 | 2013 |
| ---- | ---- | ---- | ---- | ---- | ---- | ---- |
| 682  | 717  | 679  | 639  | 425  | 233  | 0    |

|  |